# Metrópolis (anime)
Metrópolis (メトロポリス, Metoroporisu), também conhecido por Osamu Tezuka's Metropolis, é um filme em anime de 2001. Foi baseado em um mangá de Osamu Tezuka que conta a história de um robô criado à semelhança do ser humano. Tezuka ter-se-á inspirado no encarte do Metropolis, para criar sua história, mas nunca o assistiu. O anime teve uma equipe de produção de estrelas, incluindo o renomado diretor Rintaro, e Katsuhiro Otomo, criador de Akira, como roteirista, a animação ficou a cargo do estúdio Madhouse com suporte conceitual da Tezuka Productions.

## Sinopse
No mundo industrial de Metrópolis, Duke Red é um poderoso líder com planos para construir Tima, uma versão Robótica super avançada de sua falecida filha, com capacidade de controlar todos os sistemas de Metrópolis. Mas o seu filho adotivo, Rock, não acredita em máquinas e pretende não só descobrir onde Tima está, como também destruí-la, permanecendo como o unico filho de Duke Red e iniciando um jogo perigoso que coloca em risco o destino de todos em Metrópolis.

## Produção
- Baseado na obra de Osamu Tezuka
- Roteiro atualizado de Katsuhiro Otomo
- Direção de Rintaro
- Consultoria: Tezuka Productions